# Léon Serpollet
Léon Serpollet (Culoz, 04 de outubro de 1858;  Paris, 1 de fevereiro de 1907) foi um inventor e industrial francês, pioneiro dos automóveis e bondes movidos a vapor, principalmente sob a marca Gardner-Serpollet.
Em 1896, ele inventou e aperfeiçoou o flash boiler, um tipo especial de caldeira, muito mais compacta e controlável, ideal para o uso em veículos.
Léon Serpollet nasceu no departamento francês de Ain, e veio a estabelecer sua fábrica na rue des Cloÿs no 18º arrondissement de Paris, local que hoje recebe o nome de Parc Léon Serpollet.
Ele obteve o recorde de velocidade no solo, de 120,8 km/h, obtido em abril de 1902 dirigindo um modelo da Gardner-Serpollet, o Oeuf de Pacques ou Easter Egg.
Ele é homenageado por uma estátua, feita por Jean Boucher, localizada na Place Saint-Ferdinand (48° 52′ 40,69″ N, 2° 17′ 17,2″ L), no 17º arrondissement de Paris e também pelo Parc Léon Serpollet no 18º arrondissement de Paris  (48° 53′ 32,21″ N, 2° 20′ 17,92″ L).